# كريغ هال
كريغ هال (بالإنجليزية: Craig Hall)‏ هو ممثل نيوزلندي، ولد في 10 مايو 1974 بأوكلاند في نيوزيلندا.

## أعمال

### أفلام
- (2005) كينغ كونغ[3][4][5]
- (2007) 30 يوما من الليل[6]
- (2007) حصان الماء[7]
- (2016) تنين بيت[8][9]

## وصلات خارجية
- كريغ هال على موقع IMDb (الإنجليزية)
- كريغ هال على موقع ألو سيني (الفرنسية)
- كريغ هال على موقع أول موفي (الإنجليزية)
- كريغ هال على موقع قاعدة بيانات الأفلام السويدية (السويدية)
- كريغ هال على موقع قاعدة بيانات الفيلم (الإنجليزية)
- كريغ هال على موقع كينوبويسك (الروسية)